# Valoniaceae
Famille
Les Valoniaceae sont une famille d'algues vertes de l'ordre des Cladophorales selon AlgaeBase (30 avril 2013) ou des Siphonocladales selon ITIS (30 avril 2013).

## Étymologie
Le nom vient du genre type Valonia, dont l'étymologie n'est pas claire. Le nom aurait été attribué par le naturaliste italien du XVIIIe siècle Giuseppe Ginanni pour nommer une algue commune dans la lagune de Venise. Par la suite, au XIXe siècle, le botaniste Agardh utilisa ce nom vernaculaire en tant que genre.

## Liste des genres
Selon AlgaeBase (30 avril 2013) :
- Petrosiphon M.A.Howe
- Valonia C.Agardh
- Valoniopsis Børgesen